# Лукманов, Халил Хамитович
Хали́л Хами́тович Лукма́нов (29 января 1959, Челябинск — 10 января 2018, Сатка) — советский боксёр, советский и российский тренер по боксу. Как спортсмен выступал в середине 1970-х — начале 1980-х годов, победитель ряда крупных международных турниров, призёр всесоюзных и всероссийских первенств, мастер спорта СССР международного класса. C 1984 года находился на тренерской работе, тренер-преподаватель челябинской СДЮСШОР, тренер сборных команд Челябинской области и России, личный тренер титулованного российского боксёра Геннадия Ковалёва. Заслуженный тренер России (2003).

## Биография
Родился 29 января 1959 года в Челябинске. Активно заниматься боксом начал в раннем детстве, с 1972 года проходил подготовку в спортивном клубе при Челябинском металлургическом заводе под руководством тренера Евгения Григорьевича Удачина.
Впервые заявил о себе в 1975 году, одержав победу на чемпионате СССР среди юниоров в Казани. Год спустя повторил это достижение на аналогичных соревнованиях в Риге и выиграл Всесоюзные молодёжные игры в Ташкенте. Выполнил норматив мастера спорта СССР. В 1978 году в полулёгкой весовой категории победил на первенстве СССР среди молодёжи в Липецке, затем одолел всех соперников на юниорском чемпионате Европы в Дублине и завоевал бронзовую медаль на международном турнире в Берлине, уступив на стадии полуфиналов олимпийскому чемпиону из КНДР Ку Ён Джу. Тогда же ему было присвоено звание мастера спорта международного класса.
С 1979 года выступал в составе советской национальной сборной на взрослом уровне, в частности получил бронзу на международном турнире в Алма-Ате, выступил на международном турнире в Берлине и на предолимпийском международном турнире в Москве, где уже в 1/8 финала проиграл американцу Роберту Хайнсу, будущему чемпиону мира среди профессионалов. При этом на первенстве РСФСР в Иваново Лукманов стал вторым.
На чемпионате СССР 1980 года в Ростове-на-Дону Халил Лукманов представлял добровольное спортивное общество «Спартак» и дошёл в полулёгком весе до четвертьфинала, уступив Илье Быкову. Последний раз показал сколько-нибудь значимый результат на международной арене в сезоне 1982 года, когда выступал на международном турнире «Странджа» в Болгарии и был остановлен титулованным кубинцем Анхелем Эррерой. В том же сезоне на чемпионате СССР в Донецке получил награду бронзового достоинства, уступив в полуфинале Серику Нурказову из Караганды.
Имеет высшее образование по специальности «преподаватель физического воспитания», в 1981 году окончил Челябинский государственный институт физической культуры (ныне Уральский государственный университет физической культуры). После завершения спортивной карьеры занялся тренерской деятельностью, с 1984 года работал тренером-преподавателем в Челябинской специализированной детско-юношеской спортивной школе олимпийского резерва. Позже был тренером-преподавателем Регионального учебного центра олимпийской подготовки по боксу Челябинской области, входил в тренерский состав сборной команды Челябинской области по боксу. В период 2002—2008 годов — член тренерского состава сборной команды России по боксу.
За долгие годы тренерской работы подготовил множество талантливых спортсменов, добившихся успеха на любительском олимпийском ринге. Один из самых известных его воспитанников — заслуженный мастер спорта Геннадий Ковалёв, многократный чемпион России, чемпион Европы, двукратный серебряный призёр чемпионатов мира, участник двух летних Олимпийских игр. В тандеме с тренером Владимиром Рощенко в разное время принимал участие в подготовке таких титулованных челябинских боксёров как Ильфат Разяпов, Эдуард Абзалимов, Сергей Галикиев, Александр Шкаликов, Дмитрий Дягилев, Андрей Алымов, Максим Халиков, Сергей Ковалёв, Артур Ганеев, Александр Соляников и др. За выдающиеся достижения на тренерском поприще в 2003 году Халил Лукманов был удостоен почётного звания «Заслуженный тренер России».
Неоднократно принимал участие в соревнованиях по боксу в качестве судьи. Судья международной категории АИБА.
Умер 10 января 2018 года в городе Сатка во время первенства Уральского федерального округа среди юношей.